# Bandiera di Dalad
La bandiera di Dalad (达拉特旗S, Dálātè QíP) è una bandiera della Cina, appartenente alla regione autonoma della Mongolia Interna e amministrata dalla prefettura di Ordos.